# Финансовые отношения
Финансовые отношения - это экономические отношения между субъектами, которые связаны с формированием, распределением и использованием денежных средств с целью обеспечения потребностей государства, предприятий (организаций, учреждений) и граждан. Характер и содержание финансовых отношений определяются характером денежных отношений. 

При создании, функционировании и ликвидации хозяйствующие субъекты вступают в различные финансовые отношения с учётом специфики их организационно-правового статуса

## Классификация финансовых отношений
Финансовые отношения можно разделить на следующие основные группы: 

1. Отношения с другими самостоятельно хозяйствующими субъектами различных форм собственности, возникшими с целью образования и распределения выручки и осуществления внереализационных операций, включая. 

2. Отношения самостоятельно хозяйствующих субъектов и физических лиц через акции, облигации и другие ценные бумаги. 

3. Отношения предприятия как юридического лица и персонала.  

4. Отношения, основанные на трудовых отношениях, внутри предприятия. 

5. Отношения головного предприятия (холдинга) с его дочерними предприятиями и филиалами. 

6. Отношения предприятия с бюджетом и внебюджетными фондами, а также фискальными (налоговыми) органами при уплате  налогов и обязательных сборов. 

7. Отношения предприятия с финансово-кредитными учреждениями (банками, инвестиционными компаниями, фондами).

## Международные финансовые отношения
Экономическое сотрудничество между государствами предполагает наличие международных финансовых отношений. За последние годы значительно расширились межгосударственные финансовые, кредитные, расчетные и валютные отношения. Являясь одной из форм экономического, научно-технического и культурного сотрудничества между государствами, эти отношения вместе с тем имеют специфические особенности. Учёт этих особенностей позволяет объединить указанные отношения в одну группу международных финансовых отношений. 
Динамичное развитие международных финансовых отношений привело к созданию международных финансовых организаций и образованию мировых финансовых центров.